# The Beast on the Road
Tournées par Iron Maiden
Killer World Tour World Piece Tour
The Beast on the Road Tour est le nom de la tournée qu’effectue Iron Maiden en 1982 pour promouvoir son album The Number of the Beast.
Elle démarre le 25 février 1982 à Dunstable en Angleterre et se termine à Niigata au Japon le 10 décembre de la même année. Elle traverse douze pays dont l'Espagne et l'Australie où le groupe n'avait
jamais joué auparavant. 184 concerts sont donnés sur les dix mois que dure cette tournée. Le dernier concert est aussi le dernier avec Clive Burr à la batterie.

## Groupes participants à la tournée

### Groupes de première partie
- The Rods : Angleterre & Écosse
- Blackfoot : France, Espagne & Amsterdam
- Bullet : France & Suisse
- Trust : Allemagne & Belgique
- Girlschool : États-Unis
- Heaven : Australie
- The Boys : Australie (1 seule date)

### Groupe en tête d'affiche
- Scorpions : Amsterdam & États-Unis
- Rainbow : États-Unis
- 38 Special : États-Unis
- Judas Priest : États- Unis

## Set liste standard
- Cette liste donne une indication sur les titres qui composent la set list d'un concert lors de cette tournée, l'ordre dans lequel ces titres furent joués pouvait varier selon les shows. Deux titres, Tush une reprise de ZZ Top (bœuf en compagnie de Blackfoot) et I've Got the Fire une reprise de Montrose furent aussi joués lors de certains concerts[1]. Un extrait de la chanson Smoke on the Water (reprise de Deep Purple) fut joué lors de la date du 4 décembre à Tokyo[2]

| - Intro - Ides of March (de l'album Killers (1981)) - Murders in the Rue Morgue (de Killers) - Run to the Hills (de l'album The Number of the Beast (1982)) - Children of the Damned (de The Number of the Beast) - The Number of the Beast (de The Number of the Beast) - Another Life (de Killers) - Killers (de Killers) - 22, Acaccia Avenue (de The Number of the Beast) - Total Eclipse (de The Number of the Beast) - Solo de batterie - Transylvania (de l'album Iron Maiden (1980)) | - Solo de guitares - The Prisonner (de The Number of the Beast) - Hallowed Be Thy Name (de The Number of the Beast) - Phantom of the Opera (de Iron Maiden) - Iron Maiden (de Iron Maiden) - Sanctuary (single 1980) - Drifter (de Killers) - Running Free (de Iron Maiden) - Prowler (Iron Maiden) |

## Dates de la tournée

### Europe1repartie

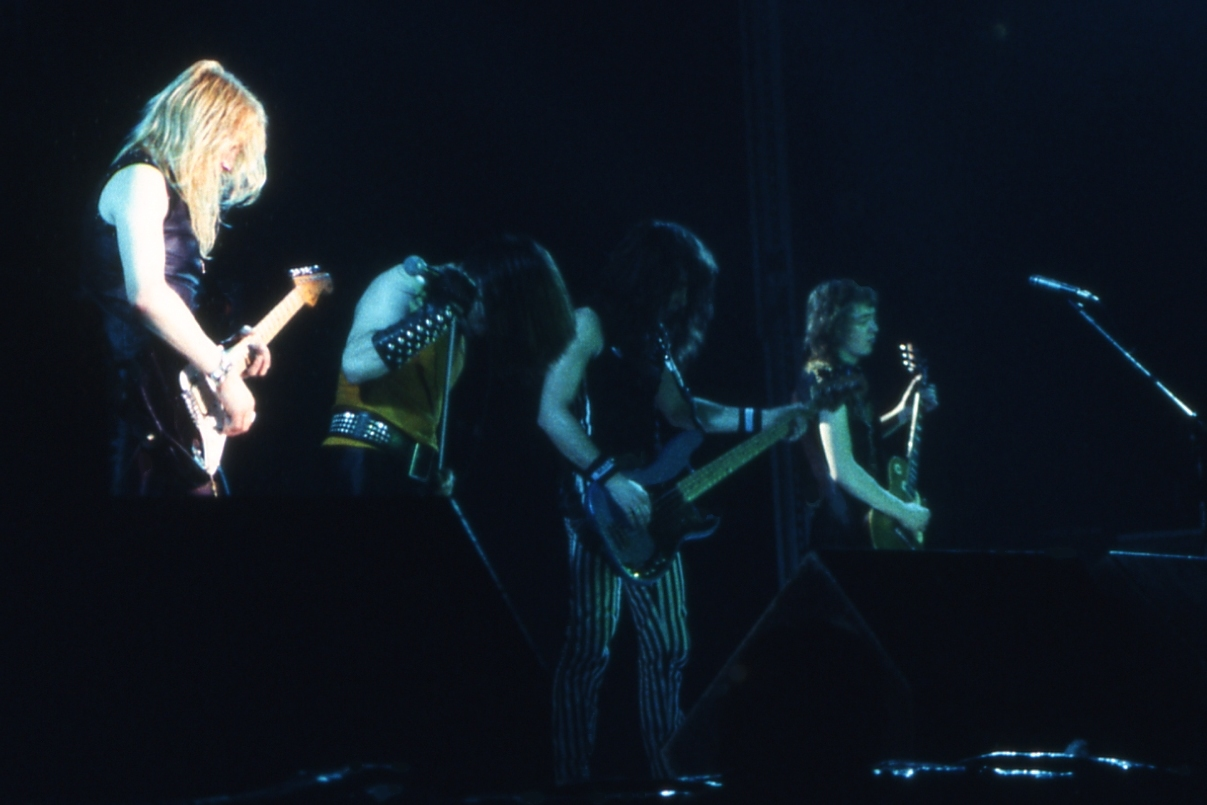
Dave Murray-Bruce Dickinson-Steve Harris-Adrian Smith en concert en Espagne à Saint-Sébastien, le 4 avril 1982.

| Beast on the Road 1982 - UK             |            |                       |                               |                     |
| 25 février 1982                         | Angleterre | Dunstable             | Queensway Hall                | The Rods            |
| 26 février                              | Angleterre | Huddersfield          | University hall               | The Rods            |
| 27 février                              | Angleterre | Wolverhampton         | City Hall                     | The Rods            |
| 28 février                              | Angleterre | Hanley                | Victoria Hall                 | The Rods            |
| 1er mars                                | Angleterre | Bradford              | St George Hall                | The Rods            |
| 3 mars                                  | Angleterre | Liverpool             | Empire Hall                   | The Rods            |
| 4 mars                                  | Angleterre | Manchester            | Apollo Theatre                | The Rods            |
| 5 mars                                  | Angleterre | Leicester             | De Montford Hall              | The Rods            |
| 6 mars                                  | Angleterre | Birmingham            | Odeon                         | The Rods            |
| 8 mars                                  | Angleterre | Portsmouth            | Guildhall                     | The Rods            |
| 9 mars                                  | Angleterre | Oxford                | New Theatre                   | The Rods            |
| 10 mars                                 | Angleterre | Derby                 | Assembly Rooms                | The Rods            |
| 11 mars                                 | Angleterre | Bristol               | Colston Hall                  | The Rods            |
| 12 mars                                 | Angleterre | Bracknell             | Leisure Centre                | The Rods            |
| 14 mars                                 | Écosse     | Glasgow               | The Apollo                    | The Rods            |
| 15 mars                                 | Écosse     | Édimbourg             | The Playhouse Theatre         | The Rods            |
| 16 mars                                 | Angleterre | Newcastle             | City Hall                     | The Rods            |
| 17 mars                                 | Angleterre | Sheffield             | City Hall                     | The Rods            |
| 19 mars                                 | Angleterre | Ipswich               | Gaumont Hall                  | The Rods            |
| 20 mars                                 | Angleterre | Londres               | Hammersmith Odeon             | The Rods            |
| The Beast on the Road Tour - Europe     |            |                       |                               |                     |
| 22 mars                                 | France     | Reims                 | Palais des Sports             | Blackfoot           |
| 23 mars                                 | France     | Lille                 | Palais St Sauveur             | Blackfoot           |
| 24 mars                                 | France     | Nogent-sur-Marne      | Pavillon Baltard              | Blackfoot           |
| 26 mars                                 | France     | Lyon                  | Palais d'Hiver                | Blackfoot           |
| 27 mars                                 | France     | Clermont-Ferrand      | Maison des Sports             | Blackfoot           |
| 28 mars                                 | France     | Nice                  | Théâtre de Verdure            | Blackfoot           |
| 30 mars                                 | France     | Montpellier           | Palais des Sports             | Blackfoot           |
| 31 mars                                 | France     | Toulouse              | Hall Comminges                | Blackfoot           |
| 2 avril                                 | Espagne    | Barcelone             | Palacio de Municipal          | Blackfoot           |
| 3 avril                                 | Espagne    | Madrid                | Raimundo Saporta Pavilion     | Blackfoot           |
| 4 avril                                 | Espagne    | Saint-Sébastien       | Velódromo de Anoeta           | Blackfoot           |
| 5 avril                                 | France     | Bergerac              | Patinoire                     | Bullet              |
| 6 avril                                 | France     | Le Mans               | La Rotonde                    | Bullet              |
| 7 avril                                 | France     | Brest                 | Parc des Expositions          | Bullet              |
| 8 avril                                 | France     | Poitiers              | Parc Expos des Arènes         | Bullet              |
| 9 avril                                 | France     | Dijon                 | Palais des Sports             | Bullet              |
| 10 avril                                | France     | Grenoble              | Alpexpo                       | Bullet              |
| 12 avril                                | Suisse     | Winterthour           | Stadthalle                    | Bullet              |
| 13 avril                                | France     | Strasbourg            | Hall Tivoli                   | Bullet              |
| 14 avril                                | France     | Nancy                 | Parc des expositions de Nancy | Bullet              |
| 15 avril                                | France     | Mulhouse              | Palais des Fêtes              | Bullet              |
| 16 avril                                | France     | Évry                  | L'Agora                       | Bullet              |
| 17 avril                                | France     | Caen                  | Parc des Expositions          | Bullet              |
| 18 avril                                | Belgique   | Bruxelles             | Forest National               | Trust               |
| 20 avril                                | Allemagne  | Hanovre               | Niedersachsenhalle            | Trust               |
| 21 avril                                | Allemagne  | Hambourg              | Messehalle 8                  | Trust               |
| 22 avril                                | Allemagne  | Bochum                | Ruhrlandhalle                 | Trust               |
| 23 avril                                | Allemagne  | Wurtzbourg            | Kurachthalle                  | Trust               |
| 24 avril                                | Allemagne  | Nuremberg             | Hemmerlein Halle              | Trust               |
| 26 avril                                | Allemagne  | Munich                | Circus Krone                  | Trust               |
| 27 avril                                | Allemagne  | Heidelberg            | Rhein-Neckar Halle            | Trust               |
| 28 avril                                | Allemagne  | Offenbach-sur-le-Main | Stadthalle                    | Trust               |
| 29 avril                                | Allemagne  | Stuttgart             | Sindelfinger Messehalle       | Trust               |
| 30 avril                                | Allemagne  | Dusseldorf            | Philipshalle                  | Trust               |
| Scorpions - Blackout European Tour 1982 |            |                       |                               |                     |
| 1er mai                                 | Pays-Bas   | Amsterdam             | Jaap Edenbaan Hall            | Scorpions Blackfoot |

### Amérique du Nord

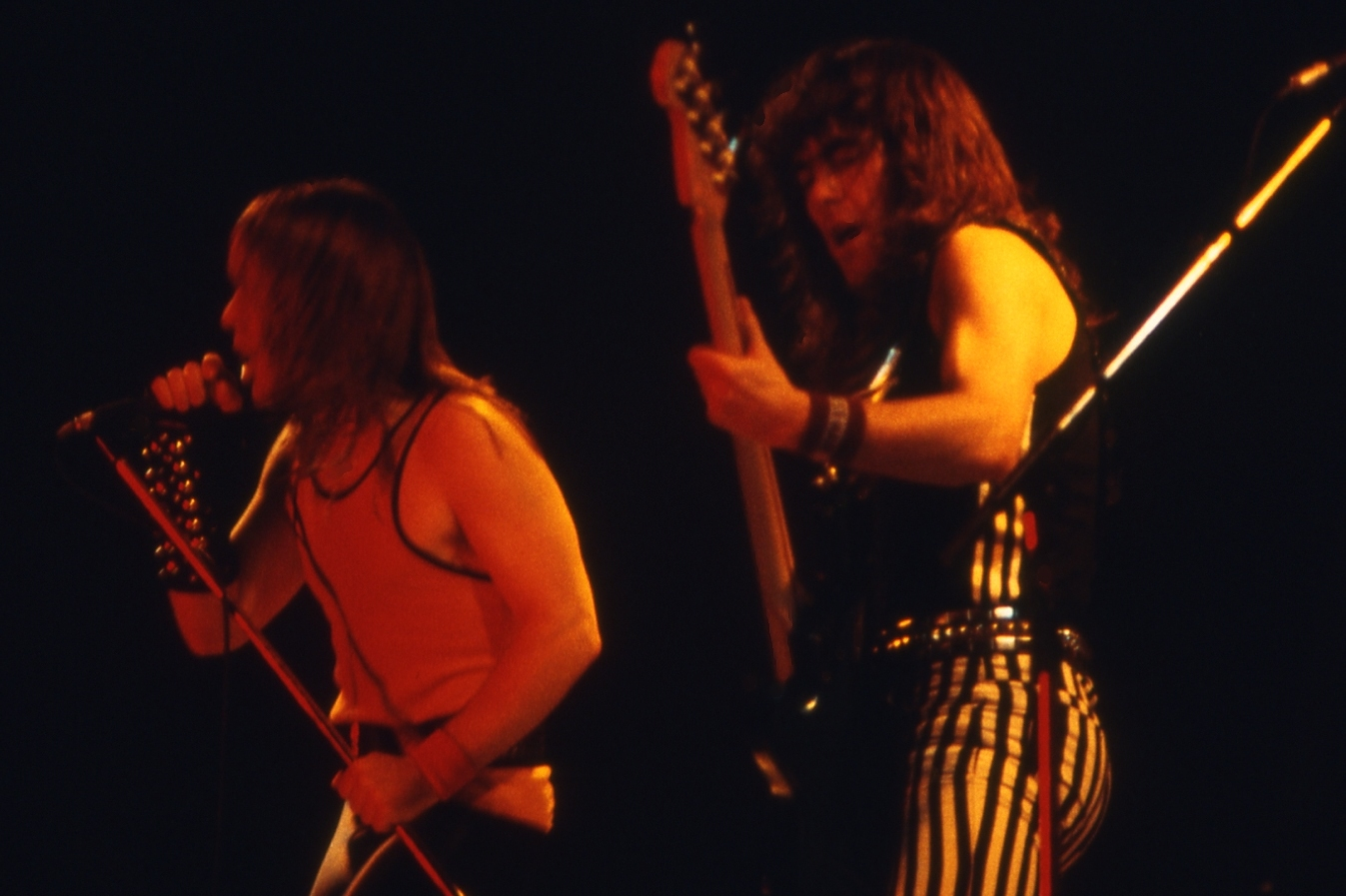
Bruce Dickinson et Steve Harris en concert en Espagne

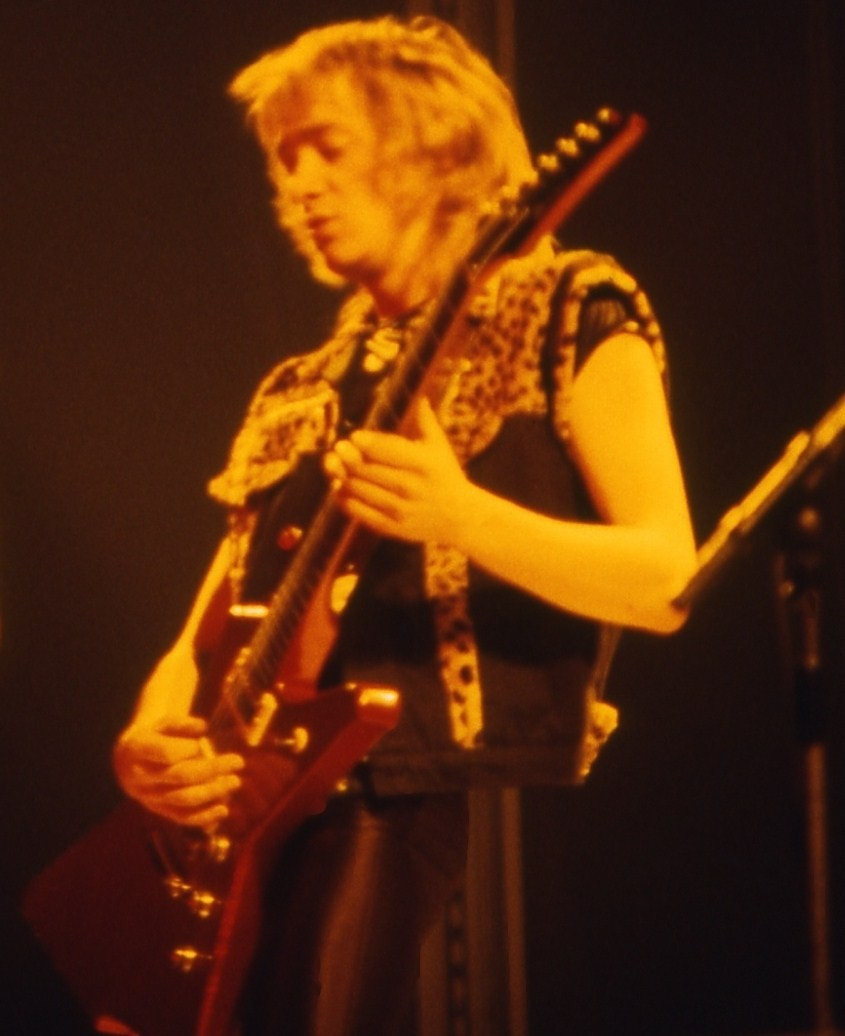
Adrian Smith en concert en 1982

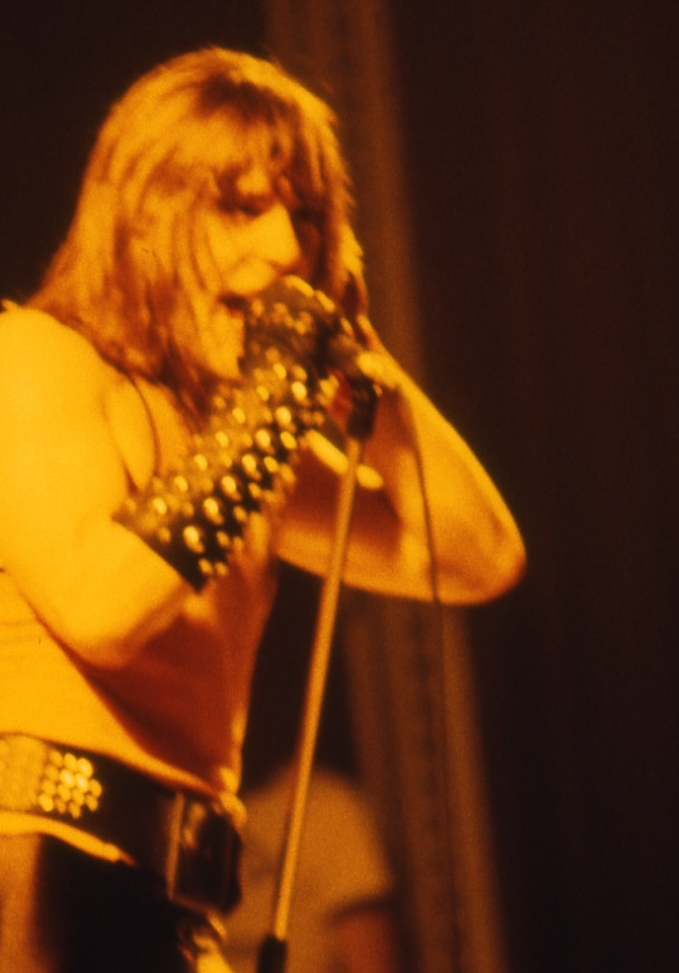
Bruce Dickinson en concert en 1982

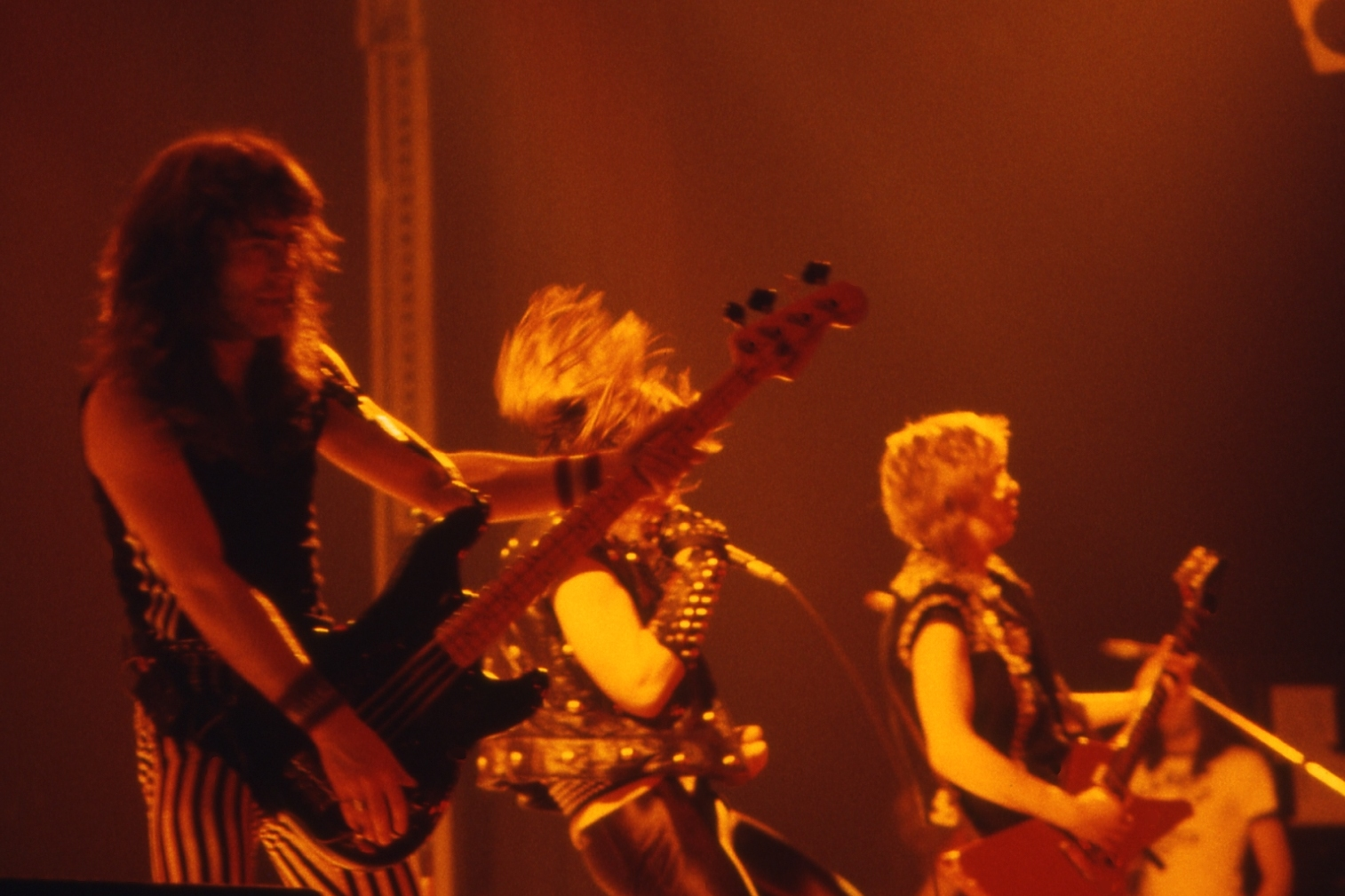
Steve Harris, Bruce Dickinson et Adrian Smith en 1982

| Date                                     | Pays       | État ou Province     | Ville          | Salle                                       | Avec                 |
| ---------------------------------------- | ---------- | -------------------- | -------------- | ------------------------------------------- | -------------------- |
| Rainbow - Straight Between the Eyes Tour |            |                      |                |                                             |                      |
| 11 mai                                   | États-Unis | Michigan             | Flint          | IMA Sports Arena                            | Rainbow              |
| 13 mai                                   | États-Unis | Michigan             | Grand Rapids   | Welsh Auditorium                            | Rainbow              |
| 14 mai                                   | États-Unis | Michigan             | Detroit        | Cobo Hall                                   | Rainbow/.38 Special  |
| 15 mai                                   | États-Unis | Michigan             | Kalamazoo      | Wings Stadium                               | Rainbow              |
| 16 mai                                   | États-Unis | Indiana              | Fort Wayne     | Allen County Coliseum                       | Rainbow              |
| 18 mai                                   | États-Unis | Ohio                 | Toledo         | Toledo Sports Arena                         | Rainbow/.38 Special  |
| 20 mai                                   | États-Unis | Ohio                 | Cincinnati     | Cincinnati Gardens                          | Rainbow              |
| 21 mai                                   | États-Unis | Kentucky             | Louisville     | Memorial Auditorium                         | Rainbow              |
| 22 mai                                   | États-Unis | Ohio                 | Richfield      | Richfield Coliseum                          | Rainbow              |
| 23 mai                                   | États-Unis | Indiana              | Indianapolis   | Indiana Convention Center                   | Rainbow/.38 Special  |
| 25 mai                                   | États-Unis | Indiana              | Merrillville   | Star Plaza Theatre                          | Rainbow              |
| 26 mai                                   | États-Unis | Iowa                 | Davenport      | Palmer College Auditoium                    | Rainbow              |
| 29 mai                                   | États-Unis | Iowa                 | Des Moines     | Iowa State Fairgrounds                      | Rainbow              |
| .38 Special - US Tour 1982               |            |                      |                |                                             |                      |
| 1er juin                                 | États-Unis | Géorgie              | Atlanta        | Omni Coliseum                               | .38 Special          |
| 2 juin                                   | États-Unis | Tennessee            | Nashville      | Municipal Auditorium                        | .38 Special          |
| 4 juin                                   | États-Unis | Alabama              | Birmingham     | Boutwell Auditorium                         | .38 Special          |
| 5 juin                                   | États-Unis | Alabama              | Huntsville     | Von Braun Civic Center                      | .38 Special          |
| 7 juin                                   | États-Unis | Tennessee            | Knoxville      | Civic Coliseum                              | .38 Special          |
| 8 juin                                   | États-Unis | Géorgie              | Columbus       | Municipal Auditorium                        | .38 Special          |
| 9 juin                                   | États-Unis | Floride              | Tallahassee    | Donald L. Tucker Center                     | .38 Special          |
| 11 juin                                  | États-Unis | Tennessee            | Memphis        | Mid South Coliseum                          | .38 Special          |
| 12 juin                                  | États-Unis | Tennessee            | Jackson        | Jackson Coliseum                            | .38 Special          |
| 15 juin                                  | États-Unis | Arkansas             | Little Rock    | Barton Coliseum                             | .38 Special          |
| 16 juin                                  | États-Unis | Oklahoma             | Tulsa          | Tulsa Convention Center                     | .38 Special          |
| 18 juin                                  | États-Unis | Louisiane            | Shreveport     | Hirsch Memorial Center                      | .38 Special          |
| 19 juin                                  | États-Unis | Oklahoma             | Norman         | Lloyd Noble Center                          | .38 Special          |
| The Beast on the Road - North America    |            |                      |                |                                             |                      |
| 22 juin                                  | Canada     | Ontario              | Ottawa         | Ottawa Civic Centre                         | Aucun                |
| 23 juin                                  | Canada     | Ontario              | Toronto        | Massey Hall                                 | Aucun                |
| 24 juin                                  | Canada     | Ontario              | Kingston       | Memorial Center                             | Aucun                |
| 25 juin                                  | Canada     | Québec               | Québec         | Colisée de Québec                           | Aucun                |
| 26 juin                                  | Canada     | Québec               | Montréal       | Auditorium de Verdun                        | Aucun                |
| 29 juin                                  | États-Unis | New York             | New York       | Palladium (en)                              | Aucun                |
| 30 juin                                  | États-Unis | New York             | Glen Cove      | Northstage Theatre                          | Aucun                |
| Scorpions Blackout Tour 1982             |            |                      |                |                                             |                      |
| 2 juillet                                | États-Unis | Illinois             | Chicago        | Circus Pavilion                             | Scorpions Girlschool |
| 3 juillet                                | États-Unis | New York             | Buffalo        | memorial Auditorium                         | Scorpions Girlschool |
| 4 juillet                                | États-Unis | Wisconsin            | East Troy      | Alpine Valley Theatre                       | Scorpions Girlschool |
| 6 juillet                                | États-Unis | Illinois             | Danville       | David S. Palmer Arena                       | Scorpions Girlschool |
| 7 juillet                                | États-Unis | Iowa                 | Cedar Rapids   | Five Seasons Arena                          | Scorpions Girlschool |
| 9 juillet                                | États-Unis | Missouri             | St. Louis      | Kiel Auditorium                             | Scorpions Girlschool |
| 10 juillet                               | États-Unis | Missouri             | Kansas City    | Kemper Arena                                | Scorpions Girlschool |
| 11 juillet                               | États-Unis | Iowa                 | Des Moines     | Civic Center                                | Scorpions Girlschool |
| 14 juillet                               | États-Unis | Utah                 | Salt Lake City | Salt Palace                                 | Scorpions Girlschool |
| 16 juillet                               | États-Unis | Washington           | Seattle        | Hec Ed Pavilion                             | Scorpions Girlschool |
| 17 juillet                               | États-Unis | Californie           | Anaheim        | Angel Stadium of Anaheim                    | Scorpions Girlschool |
| 18 juillet                               | États-Unis | Californie           | Oakland        | Oakland Coliseum Days on the Green Festival | Scorpions Girlschool |
| 20 juillet                               | Canada     | Colombie-Britannique | Victoria       | Victoria Memorial Arena                     | Scorpions Girlschool |
| 21 juillet                               | Canada     | Colombie-Britannique | Vancouver      | Pacific Coliseum                            | Scorpions Girlschool |
| 23 juillet                               | Canada     | Alberta              | Edmonton       | Kinsmen Field House                         | Scorpions Girlschool |
| 24 juillet                               | Canada     | Alberta              | Calgary        | Max Bell centre                             | Scorpions Girlschool |
| 26 juillet                               | Canada     | Saskatchewan         | Regina         | Regina Agridome                             | Scorpions Girlschool |
| 27 juillet                               | Canada     | Manitoba             | Winnipeg       | Winnipeg Arena                              | Scorpions Girlschool |
| 28 juillet                               | États-Unis | Dakota du Nord       | Fargo          | Bison Sports Arena                          | Scorpions Girlschool |
| 30 juillet                               | États-Unis | Minnesota            | Bloomington    | Met Center                                  | Scorpions Girlschool |
| 31 juillet                               | États-Unis | Illinois             | Springfield    | Prairie Capital Center                      | Scorpions Girlschool |
| 1er août                                 | États-Unis | Indiana              | Indianapolis   | Market Square Arena                         | Scorpions Girlschool |
| 3 août                                   | États-Unis | Ohio                 | Richfield      | Richfield Coliseum                          | Scorpions Girlschool |
| 4 août                                   | États-Unis | Ohio                 | Columbus       | Battelle Hall                               | Scorpions Girlschool |
| 5 août                                   | États-Unis | Illinois             | Chicago        | Comiskey Park                               | Scorpions Girlschool |
| 6 août                                   | États-Unis | Kentucky             | Louisville     | Louisville Gardens                          | Scorpions Girlschool |
| 7 août                                   | États-Unis | Ohio                 | Toledo         | Sports Arena                                | Scorpions Girlschool |
| 8 août                                   | États-Unis | Tennessee            | Memphis        | North Hall Auditorium                       | Scorpions Girlschool |
| 10 août                                  | États-Unis | Texas                | Beaumont       | Civic Center                                | Scorpions Girlschool |
| 11 août                                  | États-Unis | Texas                | Corpus Christi | Memorial Coliseum                           | Scorpions Girlschool |
| 13 août                                  | États-Unis | Texas                | Houston        | The Summit                                  | Scorpions Girlschool |
| 14 août                                  | États-Unis | Texas                | Dallas         | Reunion Arena                               | Scorpions Girlschool |
| 16 août                                  | États-Unis | Texas                | San Antonio    | HemisFair Arena                             | Scorpions Girlschool |
| 17 août                                  | États-Unis | Texas                | Odessa         | Ector County Coliseum                       | Scorpions Girlschool |
| 18 août                                  | États-Unis | Texas                | El Paso        | Country Coliseum                            | Scorpions Girlschool |

### Europe2epartie
| The Beast on the Road - UK - 2e partie |            |            |                     |
| 25 août                                | Angleterre | Chippenham | Gold Diggers Club   |
| 26 août                                | Angleterre | Poole      | Arts Center         |
| 28 août                                | Angleterre | Reading    | Festival de Reading |

### États-Unis

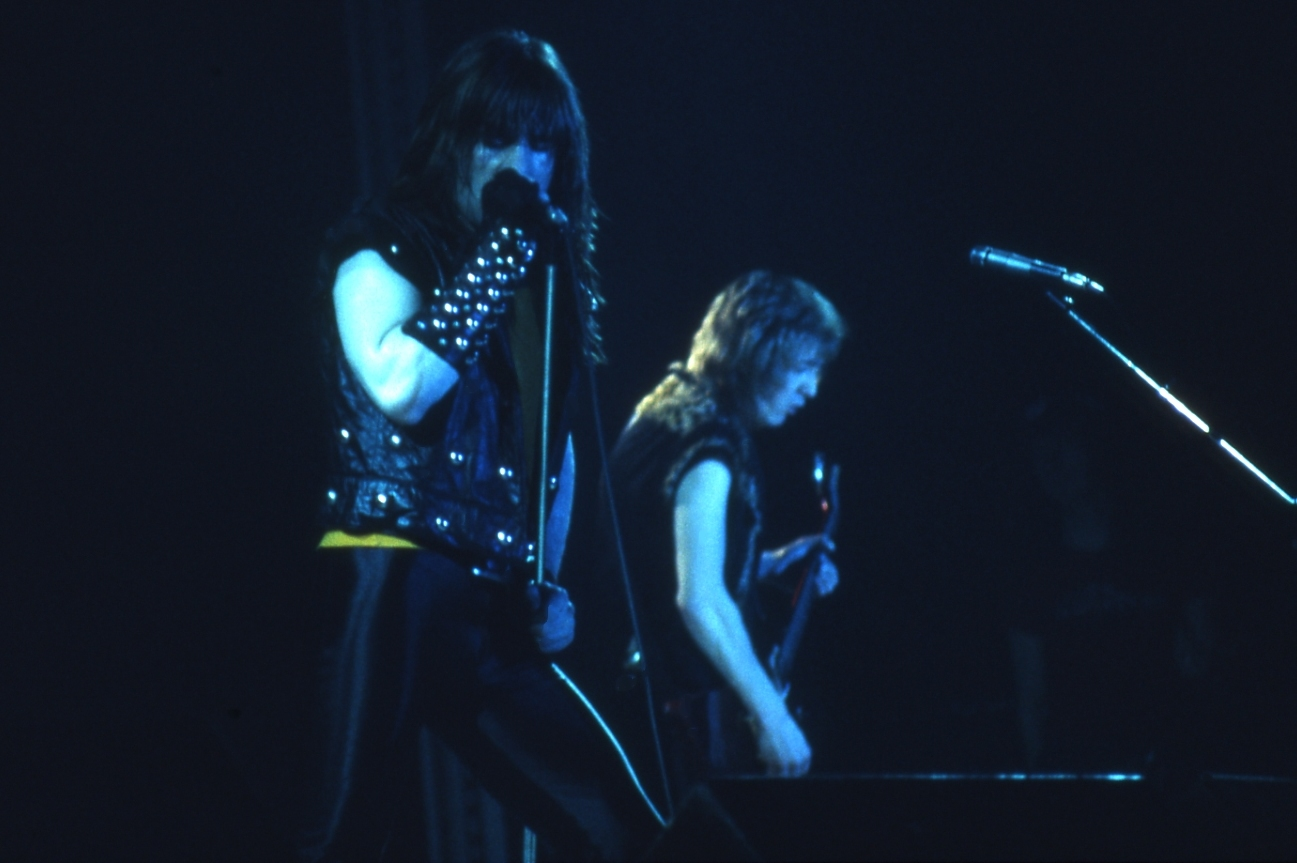
Bruce Dickinson et Adrian Smith en 1982

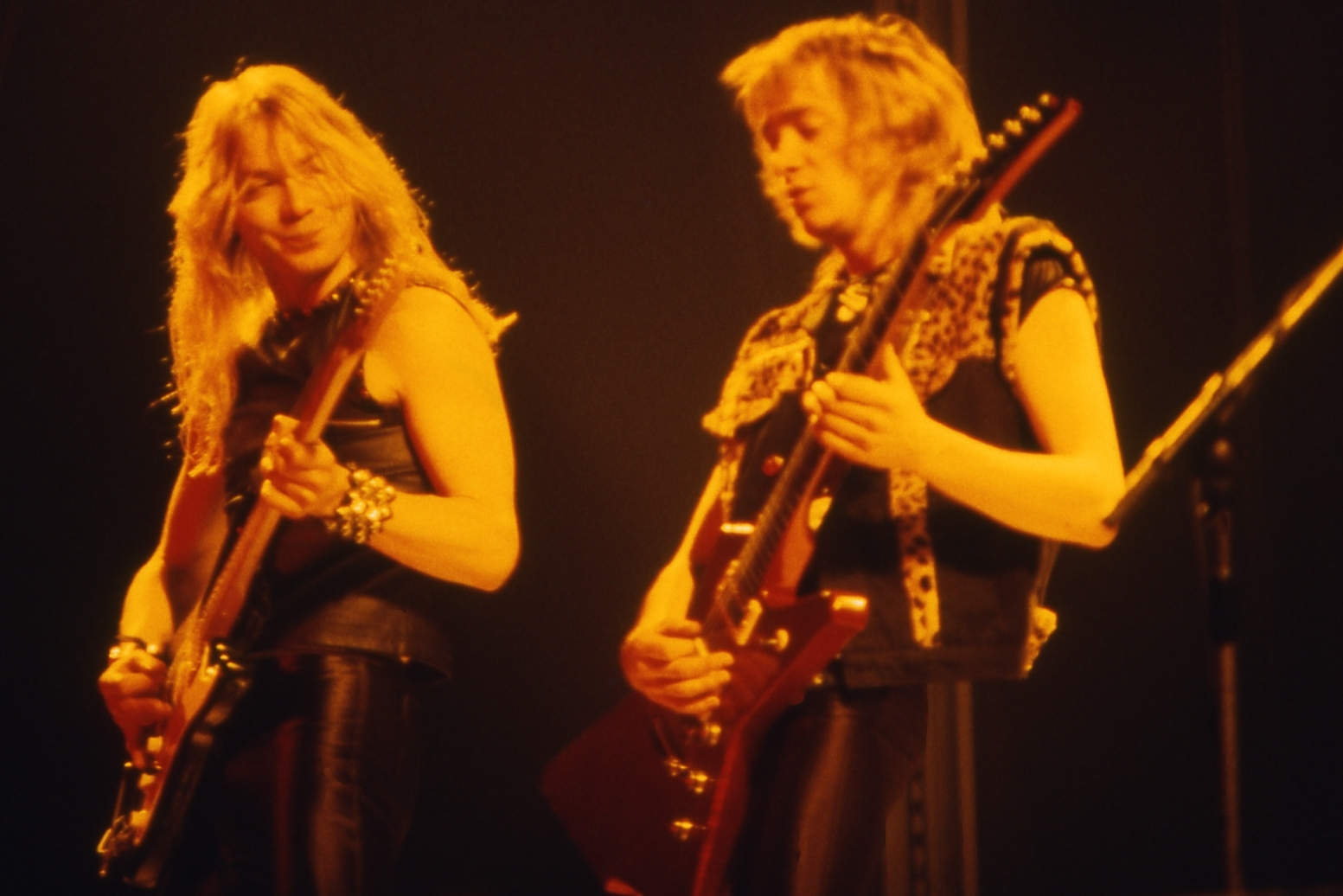
Dave Murray et Adrian Smith en 1982

| Scorpions - Blackout US Tour 1982 - 2 e partie |                      |                 |                            |              |
| 1er septembre                                  | Californie           | Long Beach      | Long Beach Arena           | Scorpions    |
| 3 septembre                                    | Californie           | Sacramento      | Memorial Auditorium        | Scorpions    |
| 4 septembre                                    | Californie           | Oakland         | Oakland Coliseum           | Scorpions    |
| 5 septembre                                    | Nevada               | Reno            | Mackay Stadium             | Scorpions    |
| 7 septembre                                    | Idaho                | Boise           | BSU Pavilion               | Scorpions    |
| 9 septembre                                    | Washington           | Seattle         | Seattle Center Coliseum    | Scorpions    |
| 11 septembre                                   | Oregon               | Portland        | Veterans Memorial Coliseum | Scorpions    |
| 12 septembre                                   | Oregon               | Portland        | Veterans Memorial Coliseum | Scorpions    |
| Judas Priest - Screaming for Vengeance US Tour |                      |                 |                            |              |
| 14 septembre                                   | Missouri             | St. Louis       | Kiel Auditorium            | Judas Priest |
| 15 septembre                                   | Missouri             | Kansas City     | Municipal Auditorium       | Judas Priest |
| 16 septembre                                   | Nebraska             | Lincoln         | Pershing Center            | Judas Priest |
| 17 septembre                                   | Minnesota            | Bloomington     | Met Center                 | Judas Priest |
| 19 septembre                                   | Illinois             | Rockford        | Rockford MetroCentre       | Judas Priest |
| 21 septembre                                   | Illinois             | Chicago         | Rosemont Horizon           | Judas Priest |
| 22 septembre                                   | Ohio                 | Richfield       | Richfield Coliseum         | Judas Priest |
| 23 septembre                                   | Ohio                 | Trotwood        | Hara Arena                 | Judas Priest |
| 25 septembre                                   | Michigan             | Detroit         | Cobo Hall                  | Judas Priest |
| 26 septembre                                   | Michigan             | Kalamazoo       | Wings Stadium              | Judas Priest |
| 28 septembre                                   | Virginie-Occidentale | Huntington      | Civic Center               | Judas Priest |
| 29 septembre                                   | Ohio                 | Columbus        | Batelle Hall               | Judas Priest |
| 1er octobre                                    | Massachusetts        | Worcester       | Centrum Center             | Judas Priest |
| 2 octobre                                      | New York             | New York        | Madison Square Garden      | Judas Priest |
| 3 octobre                                      | Pennsylvanie         | Harrisburg      | City Island                | Judas Priest |
| 6 octobre                                      | Maine                | Portland        | Civic Center               | Judas Priest |
| 7 octobre                                      | Rhode Island         | Providence      | Civic Center               | Judas Priest |
| 8 octobre                                      | New York             | Glens Falls     | Civic Center               | Judas Priest |
| 9 octobre                                      | Connecticut          | New Haven       | New Haven Coliseum         | Judas Priest |
| 11 octobre                                     | New York             | Binghamton      | Broome County Arena        | Judas Priest |
| 12 octobre                                     | Pennsylvanie         | Philadelphie    | Spectrum                   | Judas Priest |
| 13 octobre                                     | Pennsylvanie         | Pittsburgh      | Civic Arena                | Judas Priest |
| 15 octobre                                     | New York             | Buffalo         | Memorial Auditorium        | Judas Priest |
| 16 octobre                                     | New York             | Syracuse        | Onondanga War Memorial     | Judas Priest |
| 17 octobre                                     | Maryland             | Landover        | Capital Centre             | Judas Priest |
| 19 octobre                                     | Maryland             | Baltimore       | Civic Center               | Judas Priest |
| 20 octobre                                     | Maryland             | Salisbury       | Civic Center               | Judas Priest |
| 21 octobre                                     | Virginie             | Norfolk         | Norfolk Scope              | Judas Priest |
| 22 octobre                                     | New Jersey           | East Rutherford | Brendan Byrne Arena        | Judas Priest |
| 23 octobre                                     | New York             | Rochester       | Community War Memorial     | Judas Priest |

### Australie et Japon

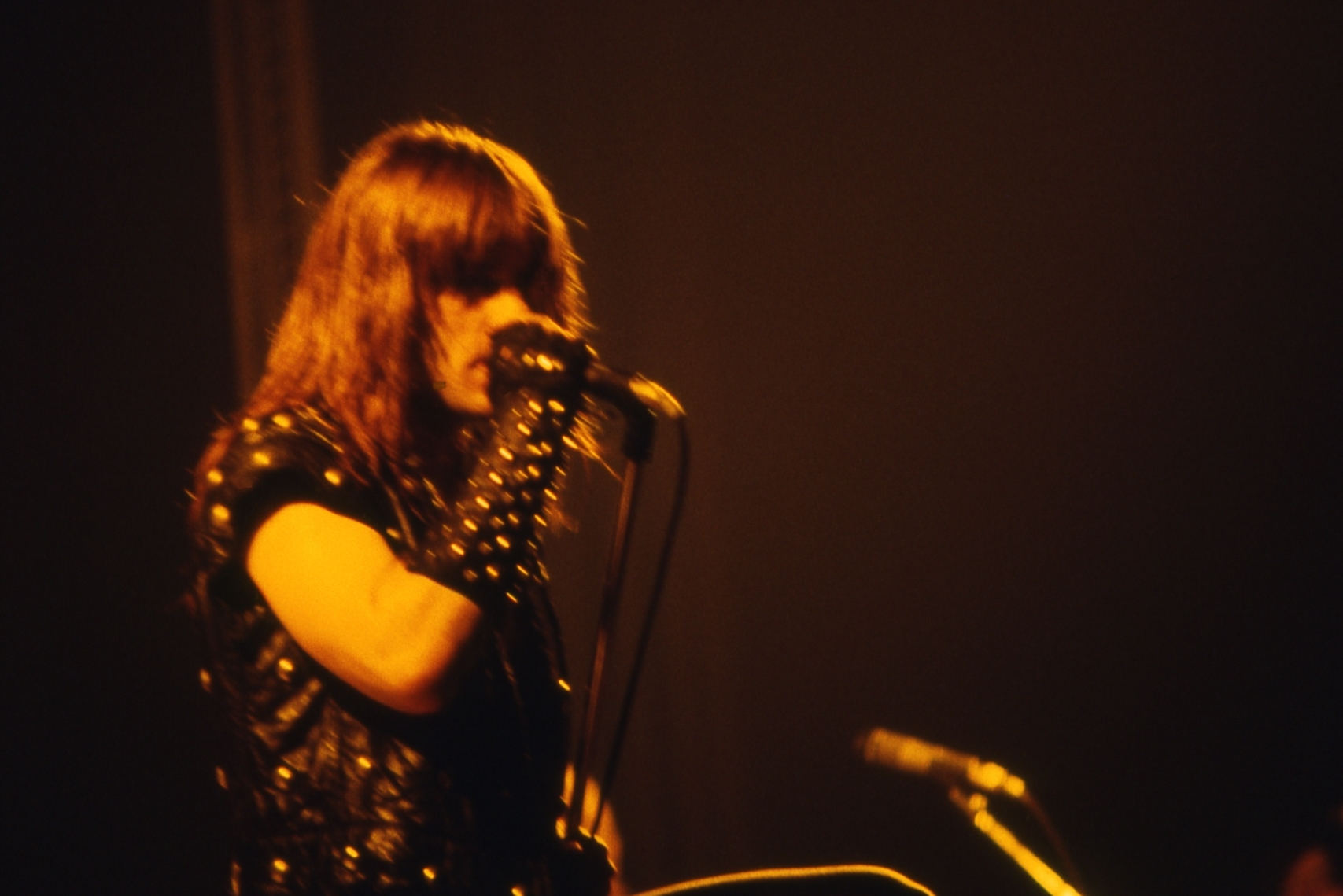
Bruce Dickinson lors de Beast on the Road Tour 1982

| The Beast on the Road Tour 1982 - Australia & Japan |           |           |                           |         |
| 7 novembre                                          | Australie | Sydney    | Enmore Theatre            | Heaven  |
| 8 novembre                                          | Australie | Sydney    | Enmore Theatre            | Heaven  |
| 9 novembre                                          | Australie | Newcastle | Salle inconnue            | Heaven  |
| 12 novembre                                         | Australie | Adélaïde  | Adelaide Town Hall        | Heaven  |
| 14 novembre                                         | Australie | Melbourne | Palais Theatre            | Heaven  |
| 15 novembre                                         | Australie | Melbourne | Palais Theatre            | Boys    |
| 16 novembre                                         | Australie | Brisbane  | Festival Hall             | Heaven  |
| 19 novembre                                         | Australie | Canberra  | Bruce Indoor Stadium      | Heaven  |
| 20 novembre                                         | Australie | Sydney    | Salle inconnue            | Heaven  |
| 21 novembre                                         | Australie | Sydney    | Salle inconnue            | Heaven  |
| 26 novembre                                         | Japon     | Tokyo     | Nakano Sun Plaza Hall     | Inconnu |
| 27 novembre                                         | Japon     | Tokyo     | Nakano Sun Plaza Hall     | Inconnu |
| 29 novembre                                         | Japon     | Osaka     | Festival Hall             | Inconnu |
| 30 novembre                                         | Japon     | Kyoto     | KBS Hall # 2              | Inconnu |
| 1er décembre                                        | Japon     | Nagoya    | Shi Kakaido Hall          | Inconnu |
| 2 décembre                                          | Japon     | Tokyo     | Shibuya Public Hall       | Inconnu |
| 4 décembre                                          | Japon     | Tokyo     | Budokan Hall              | Inconnu |
| 7 décembre                                          | Japon     | Sapporo   | Nakanoshima Sports Center | Inconnu |
| 8 décembre                                          | Japon     | Sapporo   | Nakanoshima Sports Center | Inconnu |
| 10 décembre                                         | Japon     | Niigata   | Prefectural City Center   | Inconnu |

## Bootlegs
| Titre                                   | Ville           | Date              | Salle, festival ou stade  | Source          |
| Belgique                                |                 |                   |                           |                 |
| NICKO'S FOLLIES                         | Bruxelles       | Février 1982      | Studios de la RTBF        | table de mixage |
| Angleterre                              |                 |                   |                           |                 |
| WOLVERHAMPTON 1982                      | Wolverhampton   | 27 février 1982   | Civic Hall                | public          |
| WOLVERHAMPTON 1982                      | Wolverhampton   | 27 février 1982   | Civic Hall                | public          |
| WOLVERHAMPTON 1982                      | Wolverhampton   | 27 février 1982   | Civic Hall                | public          |
| BRADFORD 1.3.1982                       | Bradford        | 1er mars 1982     | Saint George's Hall       | public          |
| BRADFORD 1982                           | Bradford        | 1er mars 1982     | Saint George's Hall       | public          |
| THE NUMBER OF THE KILLERS               | Manchester      | 4 mars 1982       | Apollo Theatre            | public          |
| MAN '82                                 | Manchester      | 4 mars 1982       | Apollo Theatre            | public          |
| MANCHESTER '82                          | Manchester      | 4 mars 1982       | Apollo Theatre            | public          |
| LEICESTER 1982                          | Leicester       | 5 mars 1982       | De Montfort Hall          | public          |
| LEICESTER 5.3.1982                      | Leicester       | 5 mars 1982       | De Montfort Hall          | public          |
| LIVE AT DE MONTFORD HALL                | Leicester       | 5 mars 1982       | De Montfort Hall          | public          |
| BIRMINGHAM 1982                         | Birmingham      | 6 mars 1982       | Odeon                     | public          |
| BIRMINGHAM '82                          | Birmingham      | 6 mars 1982       | Odeon                     | public          |
| BIRMINGHAM '82                          | Birmingham      | 6 mars 1982       | Odeon                     | public          |
| TOTAL ECLIPSE                           | Oxford          | 9 mars 1982       | New Theatre               | public          |
| OXFORD 9.3.1982                         | Oxford          | 9 mars 1982       | New Theatre               | public          |
| BRISTOL KNIGHTS                         | Bristol         | 11 mars 1982      | Colston Hall              | public          |
| EDINGURGH 15.03.1982                    | Édimbourg       | 15 mars 1982      | Playhouse Theatre         | public          |
| LIVE AT THE PLAYHOUSE                   | Édimbourg       | 15 mars 1982      | Playhouse Theatre         | public          |
| SHEFFIELD 1982                          | Sheffield       | 17 mars 1982      | City Hall                 | public          |
| SHEFFIELD 1982                          | Sheffield       | 17 mars 1982      | City Hall                 | public          |
| HAMMERSMITH 82                          | Londres         | 20 mars 1982      | Hammersmith Odeon         | public          |
| France                                  |                 |                   |                           |                 |
| FRANCE '82                              | Paris           | 24 mars 1982      | Pavillon Baltard          | public          |
| PARIS '82                               | Paris           | 24 mars 1982      | Pavillon Baltard          | public          |
| THE BEAST IN PARIS                      | Paris           | 24 mars 1982      | Pavillon Baltard          | public          |
| NICE 1982                               | Nice            | 28 mars 1982      | Théâtre De Verdure        | public          |
| LIVE AT THE THEATRE DE VERDURE          | Nice            | 28 mars 1982      | Théâtre De Verdure        | public          |
| Espagne                                 |                 |                   |                           |                 |
| BARCELONA 1982                          | Barcelone       | 2 avril 1982      | Palacio de Municipal      | public          |
| BARCELONA '82                           | Barcelone       | 2 avril 1982      | Palacio de Municipal      | public          |
| MADRID '82                              | Madrid          | 3 avril 1982      | Real Madrid Pavilion      | public          |
| LIVE IN MADRID 82                       | Madrid          | 3 avril 1982      | Real Madrid Pavilion      | public          |
| SAN SEBASTIAN 4.4.1982                  | Saint Sébastien | 4 avril 1982      | Velodromo                 | public          |
| SAN SEBASTIAN '82                       | Saint Sébastien | 4 avril 1982      | Velodromo                 | public          |
| France                                  |                 |                   |                           |                 |
| THE BEAST ROCKS GRENOBLE                | Grenoble        | 10 avril 1982     | Alp Expositions           | public          |
| GRENOBLE 1982                           | Grenoble        | 10 avril 1982     | Alp Expositions           | public          |
| Suisse                                  |                 |                   |                           |                 |
| SWITZERLAND 1982                        | Winterthour     | 12 avril 1982     | Stadthalle                | public          |
| SWITZERLAND '82                         | Winterthour     | 12 avril 1982     | Stadthalle                | public          |
| SWITZERLAND INFERNO                     | Winterthour     | 12 avril 1982     | Stadthalle                | public          |
| Belgique                                |                 |                   |                           |                 |
| BELGIUM 18.04.1982                      | Bruxelles       | 18 avril 1982     | Forêt Nationale           | public          |
| BELGIUM 1982                            | Bruxelles       | 18 avril 1982     | Forêt Nationale           | public          |
| Allemagne                               |                 |                   |                           |                 |
| HANNOVER 1982                           | Hanovre         | 20 avril 1982     | Niedersachsenhalle        | public          |
| HAMBURG 1982                            | Hambourg        | 21 avril 1982     | Messehalle 8              | public          |
| HAMBURG 21.04.1982                      | Hambourg        | 21 avril 1982     | Messehalle 8              | public          |
| OFFENBACH 28.04.1982                    | Offenbach       | 28 avril 1982     | Stadthalle                | public          |
| FRANKFURT '82                           | Offenbach       | 28 avril 1982     | Stadthalle                | public          |
| FRANKFURT '82                           | Offenbach       | 28 avril 1982     | Stadthalle                | public          |
| STUTTGART '82                           | Stuttgart       | 29 avril 1982     | Sindelfinger Messehalle   | radio           |
| STUTTGART MASSACRE                      | Stuttgart       | 29 avril 1982     | Sindelfinger Messehalle   | radio           |
| LIVE IN STUTTGART                       | Stuttgart       | 29 avril 1982     | Sindelfinger Messehalle   | radio           |
| Pays-Bas                                |                 |                   |                           |                 |
| THE BEAST IN AMSTERDAM                  | Amsterdam       | 1er mai 1982      | Jaap Edenhall             | public          |
| AMSTERDAM 01.05.1982                    | Amsterdam       | 1er mai 1982      | Jaap Edenhall             | public          |
| MURRAY MADNESS                          | Amsterdam       | 1er mai 1982      | Jaap Edenhall             | public          |
| États-Unis                              |                 |                   |                           |                 |
| DETROIT 1982                            | Detroit         | 14 mai 1982       | Cobo Hall                 | public          |
| KALAMAZOO '82                           | Kalamazoo       | 15 mai 1982       | Wings Stadium             | public          |
| CLEVELAND '82                           | Cleveland       | 22 mai 1982       | Coliseum                  | public          |
| CLEVELAND 22.5.1982                     | Cleveland       | 22 mai 1982       | Coliseum                  | public          |
| LIVE IN CLEVELAND '82                   | Cleveland       | 22 mai 1982       | Coliseum                  | public          |
| Canada                                  |                 |                   |                           |                 |
| QUEBEC '82                              | Québec          | 25 juin 1982      | Colisée de Québec         | public          |
| QUEBEC '82                              | Québec          | 25 juin 1982      | Colisée de Québec         | public          |
| QUEBEC 1982                             | Québec          | 25 juin 1982      | Colisée de Québec         | public          |
| MONTREAL '82                            | Montréal        | 26 juin 1982      | Auditorium de Verdun      | public          |
| MONTREAL 1982                           | Montréal        | 26 juin 1982      | Auditorium de Verdun      | public          |
| MONTREAL 26.06.1982                     | Montréal        | 26 juin 1982      | Auditorium de Verdun      | public          |
| États-Unis                              |                 |                   |                           |                 |
| 666½                                    | New York        | 29 juin 1982      | Palladium (en)            | table de mixage |
| NEW YORK PALLADIUM                      | New York        | 29 juin 1982      | Palladium                 | table de mixage |
| CONCERT OF THE BEAST                    | New York        | 29 juin 1982      | Palladium                 | table de mixage |
| THE BEAST WITHIN                        | New York        | 29 juin 1982      | Palladium (en)            | table de mixage |
| THE NIGHT OF THE LIVING DEAD            | New York        | 29 juin 1982      | Palladium                 | table de mixage |
| WE'RE GONNA GET YOU                     | New York        | 29 juin 1982      | Palladium                 | table de mixage |
| WHAT ARE WE DOING THIS FOR?             | New York        | 29 juin 1982      | Palladium (en)            | table de mixage |
| WHAT ARE WE DOING THIS FOR?             | New York        | 29 juin 1982      | Palladium                 | table de mixage |
| THE PALLADIUM '82                       | New York        | 29 juin 1982      | Palladium                 | table de mixage |
| LIVE USA                                | New York        | 29 juin 1982      | Palladium (en)            | table de mixage |
| LONG ISLAND 1982                        | Long Island     | 30 juin 1982      | North Stage Theater       | public          |
| LONG ISLAND 1982                        | Long Island     | 30 juin 1982      | North Stage Theater       | public          |
| CHICAGO 1982                            | Chicago         | 2 juillet 1982    | Circus Pavilion           | public          |
| SEATTLE '82                             | Seattle         | 16 juillet 1982   | Hele Pavilion             | public          |
| SEATTLE 7/16/82                         | Seattle         | 16 juillet 1982   | Hele Pavilion             | public          |
| ANAHEIM STADIUM                         | Anaheim         | 17 juillet 1982   | Anaheim Stadium           | public          |
| ANAHEIM 17.07.1982                      | Anaheim         | 17 juillet 1982   | Anaheim Stadium           | public          |
| ANAHEIM 1982                            | Anaheim         | 17 juillet 1982   | Anaheim Stadium           | public          |
| ANAHEIM 82                              | Anaheim         | 17 juillet 1982   | Anaheim Stadium           | public          |
| OAKLAND '82                             | Oakland         | 18 juillet 1982   | Anaheim Stadium           | public          |
| GREEN FESTIVAL '82                      | Oakland         | 18 juillet 1982   | Anaheim Stadium           | public          |
| DAY ON THE GREEN '82 – OAKLAND          | Oakland         | 18 juillet 1982   | Anaheim Stadium           | public          |
| BLACKOUT OAKLAND                        | Oakland         | 18 juillet 1982   | Anaheim Stadium           | public          |
| SPRINGFIELD '82                         | Springfield     | 31 juillet 1982   | Prairie Convention Center | public          |
| SPRINGFIELD '82                         | Springfield     | 31 juillet 1982   | Prairie Convention Center | public          |
| SPRINGFIELD 1982                        | Springfield     | 31 juillet 1982   | Prairie Convention Center | public          |
| CLEVELAND 1982                          | Cleveland       | 3 août 1982       | Richfield Coliseum        | public          |
| CHICAGO FESTIVAL 82                     | Chicago         | 5 août 1982       | Cominsky Baseball Park    | public          |
| COMINSKY PARK '82                       | Chicago         | 5 août 1982       | Cominsky Baseball Park    | public          |
| CHICAGO 1982                            | Chicago         | 5 août 1982       | Cominsky Baseball Park    | public          |
| HOLY TOLEDO!!!                          | Toledo          | 7 août 1982       | Sports Arena              | public          |
| Angleterre                              |                 |                   |                           |                 |
| GOLD DIGGERS CLUB 25.08.1982            | Chippenham      | 25 août 1982      | Gold Diggers Club         | public          |
| GOLDDIGGERS                             | Chippenham      | 25 août 1982      | Gold Diggers Club         | public          |
| POOLE '1982                             | Poole           | 26 août 1982      | Arts Centre               | public          |
| PRISONERS LIVE AT READING FESTIVAL 1982 | Reading         | 28 août 1982      | Reading Festival          | public          |
| READING FESTIVAL '82                    | Reading         | 28 août 1982      | Reading Festival          | public          |
| États-Unis                              |                 |                   |                           |                 |
| SACRAMENTO 1982                         | Sacramento      | 3 septembre 1982  | Memorial Auditorium       | public          |
| LIVE IN OAKLAND '82                     | Oakland         | 4 septembre 1982  | Coliseum                  | public          |
| OAKLAND 4.9.1982                        | Oakland         | 4 septembre 1982  | Coliseum                  | public          |
| CHICAGO '82                             | Chicago         | 21 septembre 1982 | Rosemont Horizon          | public          |
| CHICAGO '82                             | Chicago         | 21 septembre 1982 | Rosemont Horizon          | public          |
| COBO HALL 1982                          | Detroit         | 25 septembre 1982 | Cobo Hall                 | public          |
| BEAST IN THE GARDEN                     | New York        | 2 octobre 1982    | Madison Square Garden     | public          |
| MADISON '82                             | New York        | 2 octobre 1982    | Madison Square Garden     | public          |
| THE BEAST AT THE SPECTRUM               | Philadelphie    | 12 octobre 1982   | Spectrum                  | public          |
| MESSAGE OF THE BEAST                    | Philadelphie    | 12 octobre 1982   | Spectrum                  | public          |
| BALTIMORE 19TH OCT 1982                 | Baltimore       | 19 octobre 1982   | Civic Center              | public          |
| EAST RUTHERFORD 22.10.1982              | East Rutherford | 22 octobre 1982   | Brendan Byrne Arena       | public          |
| NEW JERSEY '82                          | East Rutherford | 22 octobre 1982   | Brendan Byrne Arena       | public          |
| EAST RUTHERFORD                         | East Rutherford | 22 octobre 1982   | Brendan Byrne Arena       | public          |
| Australie                               |                 |                   |                           |                 |
| BRISBANE '82                            | Brisbane        | 16 novembre 1982  | War Memorial              | public          |
| Japon                                   |                 |                   |                           |                 |
| LIVE AT THE SUN PLAZA '82               | Tokyo           | 27 novembre 1982  | Nakano Sun Plaza Hall     | public          |
| LIVE IN OSAKA '82                       | Osaka           | 29 novembre 1982  | Festival Hall             | public          |
| OSAKA '82                               | Osaka           | 29 novembre 1982  | Festival Hall             | public          |
| LIVE IN NAGOYA 1982                     | Nagoya          | 1er décembre 1982 | City Kokaido              | public          |
| NAGOYA '82                              | Nagoya          | 1er décembre 1982 | City Kokaido              | public          |
| LIVE IN TOKYO '82                       | Tokyo           | 2 décembre 1982   | Shibuya Public Hall       | public          |
| MERRY X-MAS                             | Tokyo           | 2 décembre 1982   | Shibuya Public Hall       | public          |
| TOKYO 1982                              | Tokyo           | 4 décembre 1982   | Budokan Hall              | public          |
| LAST NIGHT IN TOKYO '82                 | Tokyo           | 4 décembre 1982   | Budokan Hall              | public          |
| SAPPORO 1982                            | Sapporo         | 8 décembre 1982   |                           | public          |
| NINJA ASSAULT                           | Sapporo         | 8 décembre 1982   |                           | public          |